# 蘇慧文
蘇慧文（英語：Susan Su Huiwen，1991年3月17日—），是溫哥華華裔小姐的冠軍和最上鏡小姐。

## 生平
來自加拿大溫哥華，籍貫遼寧瀋陽，在中國遼寧瀋陽出生，她目前是一位學生，現正在加拿大卑詩省的西門菲沙大學修讀傳理系。

## 選美
蘇慧文在家裡第一次欣賞溫哥華華裔小姐的電視節目，看到當屆冠軍在舞台上自信的氣質和魅力，立刻被感動下來，從那時起便立志長大後也要參加選美，想不到她的夢想正式實現，嬴取了溫哥華華裔小姐的冠軍。 
2010年12月，蘇慧文入選2010年度溫哥華華裔小姐八強成為7號的候選佳麗，在總決賽上她給眾人的印象是其技驚四座的孔雀舞才藝表演，其純熟舞姿和舉手投足受到了評判團一致好評，再加上整晚穩重平均表現，贏得了2010年溫哥華華裔小姐冠軍之名銜。

## 曾參選選美活動
- 2010年溫哥華華裔小姐競選
- 2012年國際中華小姐競選

## 曾獲得獎項

### 溫哥華華裔小姐
- 冠軍
- 最上鏡小姐

## 外部連結
- 蘇慧文的新浪微博